# Coelioxys khasiana
Coelioxys khasiana är en biart som beskrevs av Cameron 1904. Coelioxys khasiana ingår i släktet kägelbin, och familjen buksamlarbin. Inga underarter finns listade i Catalogue of Life.